# Староста

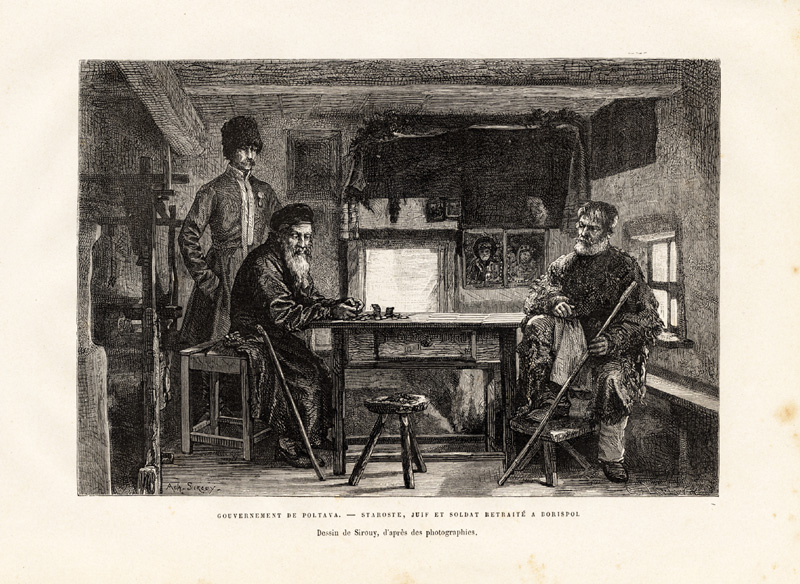
Бориспільський староста (ліворуч) вислуховує прохачів, 1870-ті роки. Ілюстрація до книги «Земля і люди. Загальна географія» (т.5), Жана Жака Елізе Реклю, 1880

Ста́роста — адміністративна посада в Україні та інших країнах. Історично вживалось щодо представників нижчої адміністрації, місцевого самоврядування. Пізніше старостою називають виборну або призначену особу для ведення справ якого-небудь громадського колективу, товариства тощо. (наприклад, староста класу, староста університетської групи). Виборна громадська організація в навчальних закладах, що складається із старост груп, називається староста́том, так також звуть приміщення, призначене для перебування старости.

## Україна

### Київська Русь
В Київській Русі — представник нижчої адміністрації (звичайно доглядав за певними ділянками в господарстві князя).

### Часи революції
В Українській Державі Павла Скоропадського діяли губерніальні і повітові старости.

### Сучасність
В Україні з 2015 року староста є посадовою особою місцевого самоврядування у селі або селищі, які разом з іншими населеними пунктами добровільно об'єднуються у одну територіальну громаду. До липня 2020 року староста обирався мешканцями села або селища на строк повноважень місцевої ради об'єднаної територіальної громади та за законом мав наступні повноваження:
1. представляти інтереси жителів села, селища у виконавчих органах місцевої ради об'єднаної територіальної громади;
2. сприяти жителям села, селища у підготовці документів, що подаються до органів місцевого самоврядування;
3. брати участь у підготовці проєкту бюджету територіальної громади в частині фінансування програм, що реалізуються на території відповідного села, селища;
4. вносити пропозиції до виконавчого комітету місцевої ради з питань діяльності на території відповідного села, селища виконавчих органів місцевої ради, підприємств, установ, організацій комунальної форми власності та їх посадових осіб.

Староста також міг здійснювати інші обов'язки, визначені Положенням про старосту, яке затверджувалося місцевою радою об'єднаної територіальної громади.
З липня 2020 року після внесення змін до Закону України «Про місцеве самоврядування в Україні» староста затверджується сільською, селищною, міською радою на строк її повноважень за пропозицією відповідного сільського, селищного, міського голови. Староста є членом виконавчого комітету сільської, селищної, міської ради за посадою і працює в ньому на постійній основі.
Закон визначає такі повноваження старости:
1. представляти інтереси жителів відповідного села, селища у виконавчих органах сільської, селищної, міської ради;
2. брати участь у пленарних засіданнях сільської, селищної, міської ради та засіданнях її постійних комісій;
3. право на гарантований виступ на пленарних засіданнях сільської, селищної, міської ради, засіданнях її постійних комісій з питань, що стосуються інтересів жителів відповідного села, селища;
4. сприяти жителям відповідного села, селища у підготовці документів, що подаються до органів місцевого самоврядування;
5. брати участь в організації виконання рішень сільської, селищної, міської ради, її виконавчого комітету, розпоряджень сільського, селищного, міського голови на території відповідного старостинського округу та у здійсненні контролю за їх виконанням;
6. брати участь у підготовці проєкту місцевого бюджету в частині фінансування програм, що реалізуються на території відповідного старостинського округу;
7. вносити пропозиції до виконавчого комітету сільської, селищної, міської ради з питань діяльності на території відповідного старостинського округу виконавчих органів сільської, селищної, міської ради, підприємств, установ, організацій комунальної власності та їх посадових осіб;
8. брати участь у підготовці проєктів рішень сільської, селищної, міської ради, що стосуються майна територіальної громади, розташованого на території відповідного старостинського округу;
9. брати участь у здійсненні контролю за використанням об'єктів комунальної власності, розташованих на території відповідного старостинського округу;
10. брати участь у здійсненні контролю за станом благоустрою відповідного села, селища та інформує сільського, селищного, міського голову, виконавчі органи сільської, селищної, міської ради про його результати;
11. отримувати від виконавчих органів сільської, селищної, міської ради, підприємств, установ, організацій комунальної власності та їх посадових осіб інформацію, документи і матеріали, необхідні для здійснення наданих йому повноважень;
12. сприяти утворенню та діяльності органів самоорганізації населення, організації та проведенню загальних зборів, громадських слухань та інших форм безпосередньої участі громадян у вирішенні питань місцевого значення у відповідному селі, селищі.

Староста також може здійснювати інші повноваження, визначені законом. При здійсненні наданих повноважень староста є відповідальний і підзвітний раді та підконтрольний сільському, селищному, міському голові. Староста не рідше одного разу на рік звітує про свою роботу перед радою, а на вимогу не менш як третини депутатів — у визначений радою термін. Повноваження старости можуть бути достроково припинені за рішенням відповідної ради.

## ВКЛ і Річ Посполита
У Великому князівстві Литовському (ВКЛ), Королівстві Польському, Короні і Речі Посполитій — державна посада і довічне звання, що надавалося королями магнатам і шляхті за заслуги. Існували такі старости як:
- генеральний староста — голова провінції;[3][6]
- городовий староста (пол. Starosta Grodowy) — голова повіту;[3][7]
- негородовий староста (пол. Starosta Niegrodow) — державець коронних маєтностей, що їх король надавав магнатам і шляхті за заслуги перед державою.[7]

У ранньосередньовічній Польщі старостою називали королівського намісника, пізніше — управителя королівщини — маєтків, що належали королю.
За твердженням Михайла Грушевського, старости Королівства Польського, зацікавлені в отриманні прибутків, маючи конкурентні стосунки з міськими громадами, сприяли масовому розселенню євреїв, з яких брали спеціальні податки, у Короні, в тому числі й українських містах та містечках.[ISBN відсутній]

## Валахія і Молдавія
До 14 століття землі сучасної Молдови входили до складу Королівства Русі. Урядники та інші посадовці мали в Молдавських землях такі самі титули, як у Київській Русі (Великому князівстві Київському) та Руському Королівстві. Після занепаду Руського королівства, в Молдовському князівстві збереглись назви урядників, в тому числі й староста, що писався як «staroste». Наприклад Staroste de Cernăuți або Staroste de Putna.
Від угорської назви бургграфа походить волоський термін пиркалаб (рум. pârcălab), що використовувався у Валаському і Молдовському князівствах для позначення каштелянів, комендантів великих фортець. У молдавських тестах написаних церковнослов'янською або староукраїнською пиркалаби називаються старостами (у волоських документах — рум. staroste).

## Австрійська імперія і Австро-Угорщина
У Галичині і на Буковині за австрійської влади — начальник повіту, якого призначав цісар.

## Польща
У Польщі 1919—1939 років — начальник державної адміністрації і представник держави у повіті.

## Чехословаччина
На Закарпатті 1919—1939 — голова сільської громади або посадник. Старостами називалися також виборні або призначені особи для ведення справ будь-якої громади (наприклад, церковний староста), артілі чи іншого громадського колективу.

## Російська імперія
Староста сільський — у Російській імперії голова найнижчої адміністративної одиниці — общини, обираний на 3 роки сільським сходом.